# Osmar Barutti
Osmar Barutti (São Caetano do Sul, 27 de março de 1949), é um pianista, compositor, arranjador e professor de música brasileiro. Nos anos 90 tornou-se conhecido por tocar no Sexteto do Jô, banda dos programas de televisão Jô Soares Onze e Meia e Programa do Jô.

## Carreira
Iniciou sua formação musical aos sete anos de idade, em São Caetano do Sul. Seu primeiro instrumento musical foi a flauta. Graduou-se aos 14 anos pelo Conservatório Musical Heitor Villa-Lobos. Na scola da pianista brasileira Magdalena Tagliaferro, foi aluno de Zulmira Elias José. Com o professor Oelsner teve aulas de música de câmara.
Em 1982, graduou-se pela Faculdade de Música de Berklee, em Boston, nos Estados Unidos. Começou a tocar nos programas de Jô Soares em 1991, substituindo o pianista Edmundo Villani-Côrtes, onde permaneceu por 25 anos.
Atualmente, segue na ativa compondo e acompanhando diversos artistas

## Discografia (participações como músico e arranjador)
- 1979 - Cláudya - Pássaro Emigrante
- 2000 - Jô Soares e o Sexteto - Ao Vivo [5]
- 2019 - Ao Vivo no Studio 8 - Vol. 01 (com Alba Santos)
- 2019 - Graça Cunha - Full Of Grace
- 2022 - Andrea Rodeguero - Diz Que Fui Por Aí
- 2023 - Hector Costita - Batida Diferente! Samba Jazz

## Trabalhos
- Jô Soares Onze e Meia, no SBT - (1991 a 1999)
- Programa do Jô, na TV Globo - (2000 a 2016)